# Family Style
Family Style — единственный студийный альбом с участием американских блюз-рок-гитаристов и вокалистов братьев Джимми и Стиви Рэй Вона. Он был выпущен 25 сентября 1990 года на лейбле Epic Records под именем Vaughan Brothers. В ранние годы Стиви часто говорил, что хотел бы записать альбом со своим старшим братом. Это желание оказалось его последним студийным выступлением, которое вышло почти через месяц после его смерти. В конце примечаний написано: «Спасибо маме В. за то, что позволила нам сыграть». 17 августа 1990 года Стиви Рэй Вон погиб при крушении вертолета.
На 33-й ежегодной церемонии вручения премии «Грэмми» в 1991 году альбом получил премию «Грэмми» в номинации «Лучшая запись современного блюза» (Grammy Award for Best Contemporary Blues Album).

## Отзывы
| Оценки критиков                       | Оценки критиков |
| Источник                              | Оценка          |
| ------------------------------------- | --------------- |
| AllMusic                              | [ 2 ]           |
| The Penguin Guide to Blues Recordings | [ 3 ]           |

Family Style получил смешанные отзывы музыкальных критиков.
Критики высоко оценили авторство песен обоих братьев, выделив такие композиции, как «D/FW», «Tick Tock» и «Telephone Song», в то время как некоторые критиковали отсутствие их собственного стиля, а также то, что песни слишком далеко ушли от традиционного блюза. Альбом занял седьмое место в американском чарте Billboard 200 Albums, что стало лучшим результатом в карьере музыканта.

## Список композиций
| №   | Название                      | Автор(ы)                                   | Lead vocals                                     | Длительность |
| --- | ----------------------------- | ------------------------------------------ | ----------------------------------------------- | ------------ |
| 1.  | «Hard to Be"»                 | Stevie Ray Vaughan, Doyle Bramhall         | Stevie Ray Vaughan, Jimmie Vaughan              | 4:43         |
| 2.  | «White Boots»                 | Billy Swan, Jim Leslie, Deborah Hutchenson | Stevie Ray Vaughan                              | 3:50         |
| 3.  | «D/FW»                        | Jimmie Vaughan                             | Instrumental; spoken word intro by Nile Rodgers | 2:52         |
| 4.  | «Good Texan»                  | Vaughan, Nile Rodgers                      | Jimmie Vaughan                                  | 4:22         |
| 5.  | «Hillbillies from Outerspace» | J. Vaughan, S. R. Vaughan                  | Instrumental; spoken word outro by Rodgers      | 3:42         |
| 6.  | «Long Way from Home»          | S. R. Vaughan, Bramhall                    | Stevie Ray Vaughan                              | 3:15         |
| 7.  | «Tick Tock»                   | J. Vaughan, Rodgers, Jerry Lynn Williams   | Stevie Ray Vaughan                              | 4:57         |
| 8.  | «Telephone Song»              | S. R. Vaughan, Bramhall                    | Stevie Ray Vaughan                              | 3:28         |
| 9.  | «Baboom/Mama Said»            | J. Vaughan, S. R. Vaughan, Denny Freeman   | Stevie Ray Vaughan, Jimmie Vaughan              | 4:29         |
| 10. | «Brothers»                    | J. Vaughan, S. R. Vaughan                  | Instrumental w/ spoken word                     | 5:05         |

## Чарты
| Чарт (1990—1991)                        | Высшая позиция |
| --------------------------------------- | -------------- |
| Австралия (ARIA)                        | 17             |
| Канада (RPM Top Albums/CDs)             | 6              |
| Нидерланды (Album Top 100)              | 53             |
| Финляндия (The Official Finnish Charts) | 9              |
| Новая Зеландия (RMNZ)                   | 16             |
| Норвегия (VG-lista)                     | 16             |
| Швеция (Sverigetopplistan)              | 20             |
| Швейцария (Schweizer Hitparade)         | 24             |
| Великобритания (UK Albums Chart)        | 63             |
| США (Billboard 200)                     | 7              |

## Сертификации
| Регион                                                      | Сертификация | Продажи    |
| ----------------------------------------------------------- | ------------ | ---------- |
| Канада (Music Canada)                                       | Платиновый   | 100 000^   |
| США (RIAA)                                                  | Платиновый   | 1 000 000^ |
| ^ Данные о тиражах приведены только на основе сертификации. |              |            |